# Выгодский, Яков Ефимович
Я́ков Э́хелевич (Ефи́мович) Вы́годский (ивр. יעקב ויגודסקי‎, идиш יעקב וויגאָדסקי‎, пол. Jakub Wygodzki, лит. Jokūbas Vygodskis; 14 марта 1857, Бобруйск — 1941, Вильнюс) — российский, польский и литовский врач, еврейский общественный и политический деятель.

## Биография
Родился в хасидской семье. Был старшим из семи братьев. Его отец занимался продажей экипировки для Русской императорской армии в Вильне. Окончил Военно-медицинскую академию в 1882 году. C 1884 года работал врачом в Вильне. Занимался частной практикой, затем был главврачом еврейской больницы на Зверинце. Занимался общественной деятельностью, будучи одним из основателей еврейского врачебного кружка в Вильне.
Во время Первой мировой войны и германской оккупации Вильно был на некоторое время отправлен немцами в лагерь за то, что призывал не платить наложенную немцами контрибуцию.
C 11 ноября 1918 по апрель 1919 года входил в литовское правительство как министр по еврейским делам.
После окончания польско-литовской войны Вильно отошёл Срединной Литве, которая в 1922 году вошла в состав Польши. В 1922 году Выгодский был избран в польский Сейм от блока национальных меньшинств. Был переизбран в Сейм в 1928 году.
Автор нескольких мемуарных книг на идише.
В 1940 году возглавлял помощь еврейским беженцам из оккупированной немцами части Польши.
С началом Великой Отечественной войны, 24 июня 1941 Вильнюс был оккупирован немецкими войсками. Выгодский входил в состав юденрата, но после того как стал протестовать против проводимой немцами политики, 24 августа 1941 года он был арестован. Умер в Лукишкской тюрьме в конце 1941 года. Его жена погибла в Треблинке.

## Семья
- Жена — Елена Семёновна (Геня Шимоновна) Выгодская (в девичестве Ядловкина, 1862–1941)[3][4]. Брак был заключён 1 сентября 1883 года в Каменец-Подольском. 
  - Дочь — Александра Яковлевна Бруштейн, писательница.
    - Внучка — Надежда Надеждина (1904—1979), балетмейстер, создательница ансамбля народного танца «Берёзка»[5].
    - Внук — Михаил Сергеевич Бруштейн (1907, Петербург — 1965, Москва), инженер-механик, участник Великой Отечественной войны (инженер-капитан), кавалер ордена Красной Звезды (1945)[6][7], главный инженер кондитерской фабрики «Красный Октябрь», автор книги «Кондитерская промышленность» (Москва: Пищепромиздат, 1954) и ряда изобретений (способы приготовления карамельной массы, заменителя масла какао, помады, ирисной массы, выборки корпуса конфет из резиновых форм)[8].

  - Сын — Семён (Шимон) Яковлевич Выгодский (25 октября 1892—1956), советский инженер-гидростроитель, автор монографий «Гидротехнические бетоны» (1937), «Методы контроля бетона в гидротехнических сооружениях» (1940), «Что нужно знать бетонщику» (1950), «Исследование работы железобетонных облицовок деривационных каналов, основы их конструирования и возведения» (1953).
- Брат — Гавриил Ефимович Выгодский (1863—1939), офтальмолог и учёный-медик, заведующий кафедрой глазных болезней Ленинградского института усовершенствования врачей (1927—1937). Его сын — историк Александр Гаврилович Выгодский (1915[9] — октябрь 1941, пропал без вести)[10][11].
- Брат — Лазарь Эхелевич Выгодский (1868—?), врач-оториноларинголог в Императорском клиническом институте Великой княгини Елены Павловны.

## Сочинения
- Юнге йорн (Молодые годы)[12]
- Ин штурем (В бурю). (1926). (идиш אין שטורם‎)
- Ин гейнем (В аду). 1927. (идиш אין גיהינום‎)
- Ин Самбатиен. 1931. (идиш אין סמבטיון‎)

## Дополнительная информация
- Я. Е. Выгодский — один из главных персонажей автобиографической трилогии А. Я. Бруштейн «Дорога уходит в даль», где выведен под фамилией Яновский.